# Louisette Hautecoeur
Louisette Hautecoeur (* 23. Mai 1914 in Sevran; † 19. März 2004 in Chaumont-en-Vexin, Frankreich) war eine französische Filmeditorin.

## Leben und Wirken
Louisette Hautecoeur kam kurz nach ihrer Schulzeit zum Film und erlernte das Filmschnitt-Handwerk in den ersten Jahren des Tonfilms.  Gerade 20 Jahre alt, gab sie – ungenannt – ihren Einstand an Jean Pouzets Seite bei René Clairs Satire Der letzte Milliardär. An der Seite des erfahreneren Kollegen Mark Sorkin besorgte sie ab 1936 bis zum Beginn des Zweiten Weltkriegs den Filmschnitt zu weiteren Filmen, überwiegend Inszenierungen des deutsch-österreichischen Regie-Exilanten G. W. Pabst. Seit Jahreswechsel 1939/40 war Hautecoeur zumeist alleinverantwortlich für die Endfassungen der Filme.
In ihren mehr als vier Arbeitsjahrzehnten arbeitete Louisette Hautecoeur mit den führenden Regisseuren ihres Landes zusammen, darunter anfänglich (während des Krieges) vor allem mit Jean Boyer. Es folgten Kollaborationen mit Jean Delannoy, Marcel L’Herbier, Jean Grémillon, Abel Gance, Pierre Gaspard-Huit, Robert Siodmak, Henri Verneuil, Luis Buñuel, Robert Hossein, Marcel Ophüls und erneut mit Clair (auch bei dessen letztem Film Die Festung fällt, die Liebe lebt, 1965). Hautecoeurs Œuvre umfasst so unterschiedliche Werke wie die beiden letzten Lilian-Harvey-Filme Serenade und Miquette, das unter der deutschen Okkupation 1942 entstandene Spätwerk des Poetischen Realismus, Wetterleuchten, die prachtentfaltenden Clair-Bilderbögen der frühen Nachkriegszeit Die Schönen der Nacht und Das große Manöver sowie die drei von der Kritik gelobten, im Frankreich der 1960er Jahre entstandenen Bunuel-Inszenierungen Tagebuch einer Kammerzofe, Belle de Jour – Schöne des Tages und Die Milchstraße.
Ihre Karriere beendete sie 1976 mit einer Softsex-Erotika namens Emanuela 77. Louisette Hautecoeur, die 1949 auf dem Filmfestival von Locarno mit dem Spezialpreis für ihre Arbeit an dem Streifen Tödliche Leidenschaft ausgezeichnet wurde, war seit 1944 mit dem Berufskollegen Henri Taverna (1903–1987) verheiratet.

## Filmografie
- 1934: Der letzte Milliardär (Le Dernier milliardaire)
- 1936: Mademoiselle Docteur
- 1937: Nächte in Neapel (Naples au baiser de feu)
- 1939: Die weiße Sklavin (L’esclave blanche)
- 1939: Jeunes filles en détresse
- 1940: Serenade (Sérénade)
- 1940: Miquette
- 1941: L'Acrobate
- 1941: Romance de Paris
- 1942: Boléro
- 1942: Le Prince charmant
- 1943: Wetterleuchten (Lumière d’été)
- 1943: Sprung in die Wolken (Le ciel est à vous)
- 1944: Farandole
- 1945: Zum kleinen Glück (Au petit bonheur)
- 1946: Vatersorgen (Gringalet)
- 1946: Schweigen ist Gold (Le Silence est d'or)
- 1948: Tödliche Leidenschaft (Pattes blanches)
- 1949: La petite chololatière
- 1950: Pigalle-Saint-Germain-des-Prés
- 1950: Dr. Knock läßt bitten (Knock)
- 1950: Sündige Liebe (L’étrange Madame X… )
- 1951: Mademoiselle Josette, ma femme
- 1951: Chacun son tour
- 1952: Die Schönen der Nacht (Les Belles de nuit)
- 1952: Von Sensationen gehetzt (Les dents longues)
- 1953: Belle Mentalité !
- 1953: Die Liebe einer Frau (L’amour d’une femme)
- 1954: Der Turm der sündigen Frauen (La Tour de Nesle)
- 1955: Skandal in Paris (La Môme Pigalle)
- 1955: Das große Manöver (Les grandes manœuvres)
- 1956: Oh, la-la, Chéri! (Paris Canaille)
- 1956: Im Sumpf von Paris (Le Long des Trottoirs)
- 1956: Die Mausefalle (Porte des Lilas)
- 1956: Die Braut war viel zu schön (La mariée est trop belle)
- 1956: Paris, Palace Hotel (Paris, Palace Hôtel)
- 1957: Im Rausch der Sinne (Une manche et la belle)
- 1958: Christine
- 1958: Die Nacht und ihr Preis (Cette nuit-là)
- 1959: Die Schüler (Le chemin des écoliers)
- 1959: Katja, die ungekrönte Kaiserin (Katia)
- 1960: Tödliche Begegnung (Les Magiciennes)
- 1960: Vis-à-vis (Les Scélérats)
- 1960: Die Französin und die Liebe (La Française et l'Amour)
- 1960: Fracass, der freche Kavalier (Le capitaine Fracasse)
- 1961: Alles Gold dieser Welt (Tout l’or du monde)
- 1962: Die eiserne Maske (Le Masque de fer)
- 1962: Sheherazade (Shéhérazade)
- 1963: Geheimagentin in Gibraltar (Gibraltar)
- 1964: Tagebuch einer Kammerzofe (Le journal d'une femme de chambre)
- 1964: Ab heute wieder Niederschläge (Faites vos jeux, Mesdames)
- 1964: Heimliche Freundschaften (Les amitiés particulières)
- 1965: Die Festung fällt, die Liebe lebt (Les Fêtes Galantes)
- 1966: Karriere (A belles dents)
- 1966: Belle de Jour – Schöne des Tages (Belle de jour)
- 1968: Die Milchstraße (La voie lactée)
- 1970: Der Mann mit der Torpedohaut (La peau de torpédo)
- 1972: Die Geliebte meines Vaters (Le rempart des béguines)
- 1973: Die Affäre Dominici (L’affaire Dominici)
- 1973: Der Spatz von Paris – Edith Piaf (Piaf)
- 1975: Émilienne
- 1976: Emanuela 77 (La Marge)